# Procellosaurinus tetradactylus
Procellosaurinus tetradactylus là một loài thằn lằn trong họ Gymnophthalmidae. Loài này được Rodrigues miêu tả khoa học đầu tiên năm 1991.